# El fútbol del cerro
El fútbol del cerro es un cortometraje ecuatoriano de 17 minutos, que combina drama, aventura, comedia y fantasía, dirigido y escrito por Luis Avilés.

## Sinopsis

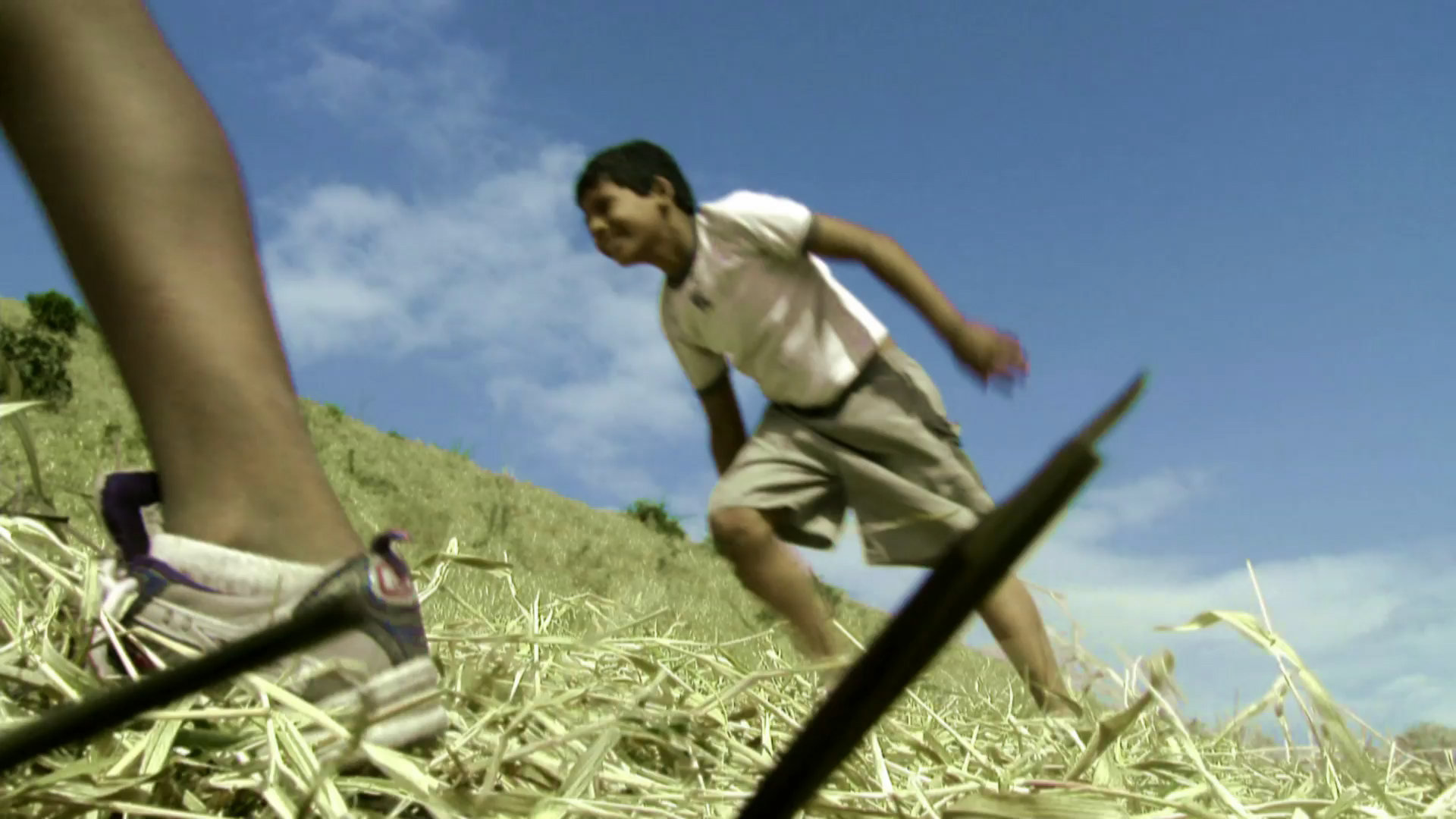
Escena del cortometraje donde se puede apreciar la inclinación del cerro.

Augusto es un niño que junto a sus amigos exigen mejores las condiciones para disfrutar su pasatiempo favorito que es el fútbol. La falta de un lugar adecuado para practicarlo los lleva a crear nuevas reglas para el juego que sean aplicadas en el terreno que disponían.

## Antecedentes
Avilés realizó el guion del cortometraje El fútbol del cerro, con el que ganó los Fondos Concursables 2009-2010 del Ministerio de Cultura en la modalidad "Producción cultural y artística", para la realización del filme.

## Producción
Luis Avilés escribió el guion y dirigió el cortometraje mediante su productora Posvisual, en asociación con ReGeBé, realizando el rodaje en el sector de la Isla Trinitaria de la ciudad de Guayaquil, Ecuador. Los actores que integraron el elenco, son niños del grupo de teatro del Centro Cultural Cleotilde Guerrero, ubicado en el sector de la Isla Trinitaria, contando con Michael Simisterra, integrante del equipo de narradores orales Un Cerrito de Cuentos, que interpretó a Augusto, el niño protagonista del cortometraje, además de ser interpretado por Jimmy Simisterra, padre de Michael, como voz en off del personaje Augusto de adulto. Jimmy Simisterra también fue el director del grupo de teatro en el que pertenecen los niños que protagonizaron el filme y fue el encargado de coordinar los talentos de los actores.

## Reconocimientos
En octubre de 2011, en el concurso de cortometrajes del Festival de Artes al Aire Libre Facundo Cabral, ganó el premio único, con un jurado conformado por Pepe Yépez, Billy Navarrete y Jorge Suárez.

## Estreno
El 10 de noviembre de 2011, Posvisual, productora encargada del filme, asociada con la productora ReGeBé, realizaron su estreno oficial en resolución Full HD desde las 20h00 en las salas de cine de Cinemark del Mall del Sol, donde además se realizó un conversatorio con el director Luis Avilés y el elenco. Antes de la proyección del filme, Avilés pidió un minuto de silencio al público asistente, en memoria del fallecimiento del técnico de sonido de la producción, Wilson Olaya. El filme se proyectó durante dos semanas en los tres complejos de Cinemark de Guayaquil, antes de una película por anunciar.